# Illiciaceae
Illiciaceae is een botanische naam, voor een familie van bedektzadigen. Een familie onder deze naam wordt tegenwoordig vrij algemeen erkend door systemen voor plantentaxonomie.
De familie bestaat uit slechts één genus, Illicium, dat voorkomt in Oost-Azië en Noord-Amerika. Een bekende vertegenwoordiger is steranijs.
Het Cronquist systeem (1981) plaatste deze familie in een orde Illiciales. Het APG-systeem (1998) erkent de familie wel, maar plaatst haar niet in een orde. Het APG II-systeem (2003) staat erkenning van deze familie toe, met een plaatsing in de orde Austrobaileyales, maar slechts als een van twee opties: de betreffende planten kunnen ook ingevoegd worden in de familie Schisandraceae.